# École centrale de Lille
La École centrale de Lille è un'università francese, grande école d'Ingegneria istituita nel 1854, situata a Villeneuve-d'Ascq nel campus dell'Università di Lilla.

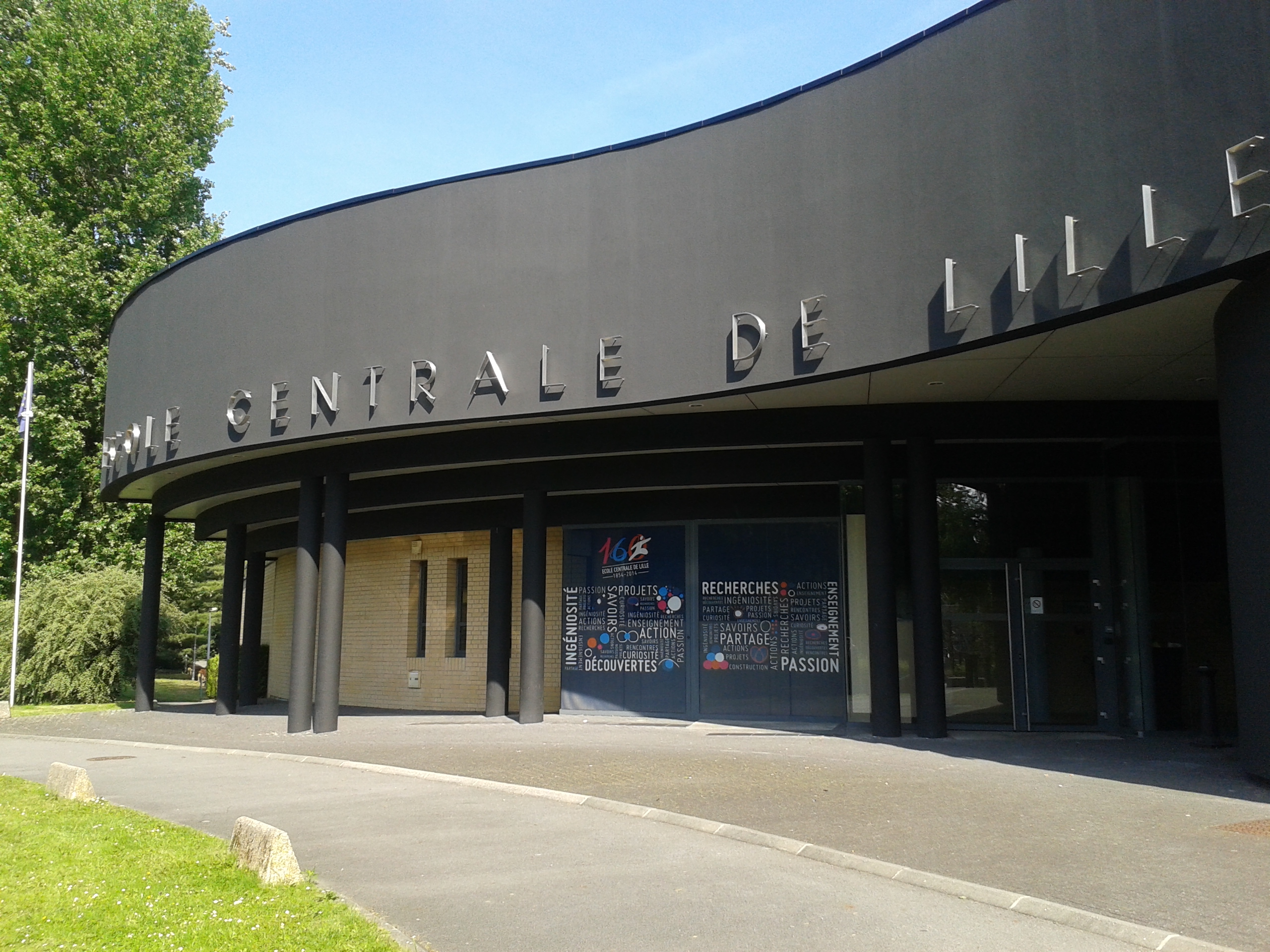
Ecole centrale de Lille - Edificio A

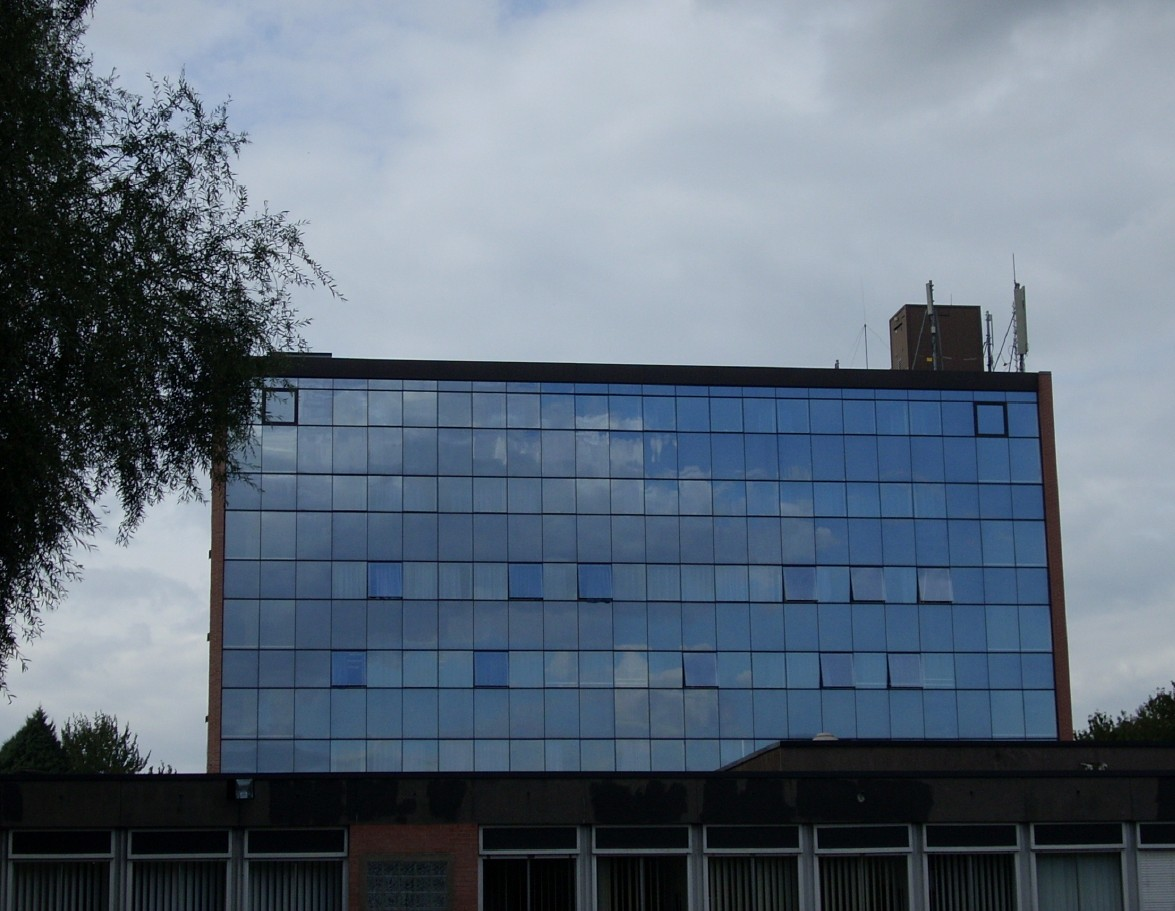
Ecole centrale de Lille - Edificio E

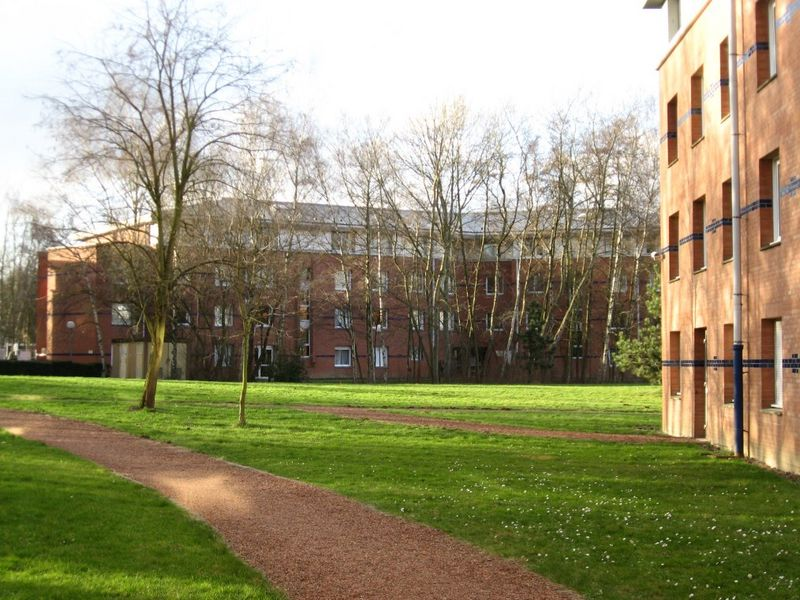
Centrale Lille - Rez

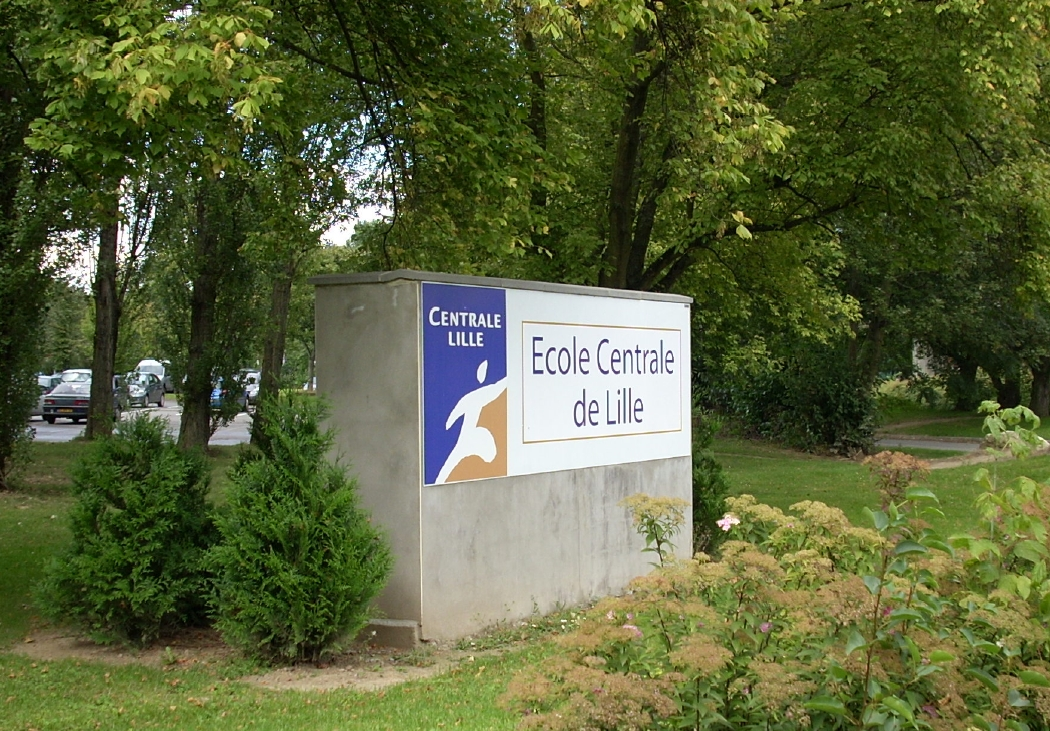
Campus centrale Lille

## Didattica
Si possono raggiungere i seguenti diplomi: 
- ingénieur centralien de Lille (Centralien Graduate ingegnere Master)
- laurea magistrale, master ricerca & doctorat (PhD studi di dottorato)
- laurea specialistica, master specializzati (Mastère MS Spécialisé)
- MOOC[1].

## Doppie lauree École centrale de Lille
Il programma TIME (Top Industrial Managers for Europe) è un progetto di doppia laurea dedicato a tutti gli studenti di ingegneria.
Si può sostituire il terzo anno di Ingegneria con due anni di permanenza nella École centrale de Lille. 
Al ritorno in Italia, gli studenti, ottenuta la laurea, si iscrivono a un corso di laurea magistrale in Ingegneria presso la Facoltà di Ingegneria. Al conseguimento della laurea magistrale, lo studente ottiene anche il titolo master rilasciato dalla École centrale de Lille.

## Centri di ricerca
La ricerca alla École centrale di Lilla è organizzata attorno a 8 poli tematici
- Controllo automatico, Informatica & Elaborazione numerica dei segnali
- Ingegneria meccanica, Meccanica dei fluidi & Ingegneria civile
- Elettrotecnica & Elettronica di potenza
- Elettronica, Microelettronica, Nanotecnologia
- Ingegneria chimica, Catalisi & Chimica dello stato solido e delle superfici:
- Scienza dei materiali
- Ingegneria dei sistemi & Ingegneria logistica e della produzione
- Ingegneria dell'autoveicolo, Ferrovia & Transportation Systems